# گومبتوو
گومبتوو (انگلیسی: Gumbetovo) یک شهرک در شهرستان فیودوروفسکی استان باشقیرستان کشور روسیه است.